# Campeonato Mundial de Esgrima de 2016
El LXXVIII Campeonato Mundial de Esgrima se celebró en Río de Janeiro (Brasil) entre el 25 y el 27 de abril de 2016 bajo la organización de la Federación Internacional de Esgrima (FIE) y la Federación Brasileña de Esgrima. Solo se disputaron las pruebas que no fueron incluidas en el programa olímpico de esgrima de ese año: sable por equipos masculino y florete por equipos femenino.
Las competiciones se realizaron en la Arena Carioca 3 de la ciudad brasileña.

## Medallistas

### Masculino
| Evento                    | Oro                                                                                   | Plata                                                                         | Bronce                                                                             |
| ------------------------- | ------------------------------------------------------------------------------------- | ----------------------------------------------------------------------------- | ---------------------------------------------------------------------------------- |
| Sable por equipos (27.04) | Nikolai Kovaliov · Kamil Ibraguimov · Alexei Yakimenko · Dmitri Danilenko (R) · Rusia | András Szatmári · Nikolász Iliász · Áron Szilágyi · Tamás Decsi (R) · Hungría | Alin Badea · Tiberiu Dolniceanu · Iulian Teodosiu · Ciprian Gălățanu (R) · Rumania |

### Femenino
| Evento                      | Oro                                                                                        | Plata                                                                                 | Bronce                                                               |
| --------------------------- | ------------------------------------------------------------------------------------------ | ------------------------------------------------------------------------------------- | -------------------------------------------------------------------- |
| Florete por equipos (26.04) | Inna Deriglazova · Aida Shanayeva · Adelina Zaguidulina · Larisa Korobeinikova (R) · Rusia | Martina Batini · Arianna Errigo · Valentina Vezzali · Elisa Di Francisca (R) · Italia | Astrid Guyart Pauline Ranvier Ysaora Thibus Gaëlle Gebet (R) Francia |

## Medallero
| Núm. | País    | Oro | Plata | Bronce | Total |
| ---- | ------- | --- | ----- | ------ | ----- |
| 1    | Rusia   | 2   | 0     | 0      | 2     |
| 2    | Hungría | 0   | 1     | 0      | 1     |
| 2    | Italia  | 0   | 1     | 0      | 1     |
| 4    | Francia | 0   | 0     | 1      | 1     |
| 4    | Rumania | 0   | 0     | 1      | 1     |
|      | TOTAL   | 2   | 2     | 2      | 6     |